# Геоботанічна ординація
Геоботані́чна ордина́ція (від лат. ordinatio - розташований у порядку) - упорядкування фітоценозів або видів рослин уздовж деяких осей, що визначають характер варіювання рослинності. Ординація - це найприродніша процедура, що відповідає неперервності рослинного покриву (континууму). Методи ординації діляться на прямі (ординація ведеться по реальних факторах середовища — екологічних, просторових, тимчасових) і непрямі (упорядкування об'єктів відбувається уздовж напрямку зміни подібності між геоботанічними описами або зв'язку між видами), одномірні (ординація уздовж одного фактора або однієї осі) і багатомірні (уздовж декількох факторів або осей). Розвиток методів ординації йшов від одномірних до багатомірних й від прямих до непрямих методів. Деякі дослідники (зокрема I. Noy-Meir) розрізняють власне ординацію (як упорядкування лінійних за структурою об'єктів) і катенацію (упорядкування об'єктів, нелінійно пов'язаних з факторами середовища). Існує також поділ ординації на екологічну (покликану оцінювати зв'язок рослинності з факторами середовища, розкривати вплив цих факторів і враховувати розподіл видів уздовж них) і синтаксономічну (покликану оцінювати структуру рослинності в просторі виділених осей). Методами ординації є прямий градієнтний аналіз, якісний градієнтний аналіз, кількісний градієнтний аналіз, двовимірний аналіз індикаторних видів, факторний аналіз, вісконсинська порівняльна ординація, композиційна ординація, ординація Гаусса, метод головних компонент, метод Раменського, взаємна ординація тощо. 
Ординація не може замінити класифікації рослинності у зв’язку з тим, що її результати не дозволяють здійснювати різні форми інвентаризації рослинності. У той же час як апарат, здатний отримати важливу інформацію про екологію й біологію видів рослин і рослинних угруповань, ординація може полегшити процес класифікації: ординаційні схеми при необхідності можуть бути легко перетворені в класифікаційні. Крім ординації як процедури впорядкування рослинних угруповань або видів рослин, часто використовують координацію рослинності — процедуру впорядкування груп видів або фітоценонів.